# Георгиева, Цвета
Цвета Алипиева Георгиева (болг. Цвета Алипиева Георгиева; род. 19 октября 1963, Варна) — болгарский политик, депутат Народного собрания Болгарии 41-го созыва от националистической партии «Атака».
Окончила в 1986 году Великотырновский университет по специальности «английская филология». Работала преподавателем английского языка в нескольких языковых школах и училищах, а также в Варненском свободном университете «Черноризец Храбрый». С 1997 года работала в министерстве иностранных дел Болгарии, с августа 2005 года по ноябрь 2011 года член партии «Атака» и её областной координатор в Варне.